# 肥州山栄
肥州山 栄（ひしゅうざん さかえ、1906年8月25日 - 1980年9月11日）は、長崎県佐世保市東浜町出身で出羽海部屋に所属した大相撲力士。本名は松本 栄（まつもと さかえ）。最高位は東関脇（1941年1月場所、同年5月場所）。得意手は左四つ、吊り、突っ張りなど。現役時代の体格は180cm、109kg。

## 来歴
1906年8月25日、長崎県佐世保市東浜町で漁師を営む家に生まれる。1926年の秋に上京し、明治神宮競技大会の相撲部門に青年団の部の長崎県代表として出場したところ、出羽海親方から見い出されて勧誘されたため、同年の年末に出羽海部屋へ入門した。
1927年1月場所で初土俵を踏むと序ノ口で2場所続けて全勝優勝したことで自信を付け、1929年9月場所では西幕下14枚目でありながら6勝0敗で全勝優勝を果たし、1930年1月場所では新十両昇進を果たした。いかにも「漁師の出」と思わせる長身で赤胴色の筋肉質な体格に加え、鋭い眼光を持つ容貌は鷹を思わせることから同部屋の仲間からも恐れられ、その長身を生かした強い突っ張りから左四つあるいはもろ差しで土俵際へ吊り出す取り口は一級品と評価されるほどに上手く、粘り強い足腰を生かしてのうっちゃりも時折見せたが、好不調の波が激しかった。
1931年1月場所で新入幕を果たしたが、1932年1月6日に勃発した春秋園事件によって大日本相撲協会を一時脱退。天竜三郎・大ノ里萬助と共に関西角力協会へ参入して上昇期を過ごした。
関脇まで昇進し、1933年7月には関西角力協会主催の本場所（トーナメント制)で優勝している。1937年に関西角力協会が解散。
1937年、日本相撲協会へ帰参し、出羽海部屋へ復帰してからは十両力士として再出発することとなった。
1939年1月場所で7年ぶりとなる幕内返り咲きを果たすと、12勝1敗という好成績を挙げた。幕内最高優勝は同部屋の出羽湊利吉に譲ったものの、これ以降は関脇を3場所務めるなど幕内上位で活躍し、1940年5月場所10日目には双葉山定次から金星を奪ったほか、1941年5月場所では同場所で初の幕内最高優勝を果たした羽黒山政司に唯一となる黒星を付けるなど、脱退という空白期間がありながらも38歳まで現役を続け、1945年6月場所をもって引退した。

## 引退後
引退後は年寄として日本相撲協会に残らず、郷里・長崎県へ戻って家業を継ぎ、網元へ転身した。
1980年9月11日、心不全のため佐世保市内の病院で逝去、74歳没。

## 人物・エピソード
春秋園事件で日本相撲協会を脱退した時、脱退力士の荷物を出羽海部屋へ引き取りに行く役割を担ったが、当時は周囲から冷ややかな目で見られていたこともあり、それに耐えるためには肥州山の持つ鋭い眼光が適任だったとも言われる。

## 主な成績・記録
- 通算成績：211勝153敗 勝率.580
- 幕内成績：115勝119敗 勝率.491
- 現役在位：37場所
- 幕内在位：18場所
- 三役在位：3場所（関脇3場所）
- 金星：1個（双葉山定次から）
- 各段優勝
  - 幕下優勝：1回（1929年9月場所）
  - 序ノ口優勝：2回（1927年5月場所・同年10月場所）

### 場所別成績
| 1927年 （昭和2年） | （前相撲）          | （前相撲）        | 西序ノ口14枚目 優勝 6–0 | 東序ノ口2枚目 優勝 6–0 |
| 1928年 （昭和3年） | 東序二段8枚目 5–1   | 西序二段3枚目 3–3 | 西三段目23枚目 3–3      | 西三段目23枚目 4–2     |
| 1929年 （昭和4年） | 西幕下34枚目 5–1    | 西幕下34枚目 3–3  | 西幕下14枚目 5–1        | 西幕下14枚目 優勝 6–0  |
| 1930年 （昭和5年） | 西十両8枚目 9–2     | 西十両8枚目 7–4   | 西十両3枚目 7–4         | 西十両3枚目 8–3        |
| 1931年 （昭和6年） | 西前頭9枚目 5–6     | 西前頭9枚目 7–4   | 東前頭7枚目 3–8         | 東前頭7枚目 7–4        |
| 1932年 （昭和7年） | 西前頭10枚目 – 脱退 |                   |                         |                        |
| 1938年 （昭和13年） | 十両 10–3 12枚目格  | x                 | 東十両2枚目 9–4         | x                      |
| 1939年 （昭和14年） | 西前頭12枚目 12–1   | x                 | 西前頭筆頭 3–12         | x                      |
| 1940年 （昭和15年） | 西前頭10枚目 8–7    | x                 | 西前頭3枚目 10–5 ★      | x                      |
| 1941年 （昭和16年） | 東関脇 9–6          | x                 | 東関脇 8–7              | x                      |
| 1942年 （昭和17年） | 西張出関脇 6–9      | x                 | 西前頭筆頭 4–11         | x                      |
| 1943年 （昭和18年） | 東前頭11枚目 11–4   | x                 | 西前頭2枚目 8–7         | x                      |
| 1944年 （昭和19年） | 東前頭筆頭 6–9      | x                 | 西前頭5枚目 4–6         | 西前頭2枚目 3–7        |
| 1945年 （昭和20年） | x                   | x                 | 東前頭8枚目 引退 1–6–0  | x                      |
| 各欄の数字は、「勝ち-負け-休場」を示す。 優勝 引退 休場 十両 幕下 三賞：敢=敢闘賞、殊=殊勲賞、技=技能賞 その他：★=金星 番付階級：幕内 - 十両 - 幕下 - 三段目 - 序二段 - 序ノ口 幕内序列：横綱 - 大関 - 関脇 - 小結 - 前頭（「#数字」は各位内の序列） |                     |                   |                         |                        |

### 幕内対戦成績
| 力士名 | 勝数 | 負数 | 力士名 | 勝数 | 負数 | 力士名   | 勝数 | 負数 | 力士名   | 勝数 | 負数 |
| ------ | ---- | ---- | ------ | ---- | ---- | -------- | ---- | ---- | -------- | ---- | ---- |
| 愛知山 | 0    | 1    | 青葉山 | 5    | 2    | 旭川     | 2    | 3    | 東冨士   | 0    | 1    |
| 綾ノ浪 | 3    | 1    | 大熊   | 2    | 0    | 大潮     | 5    | 0    | 大浪     | 1    | 2    |
| 大ノ海 | 0    | 1    | 沖ツ海 | 3    | 1    | 鏡岩     | 1    | 3    | 柏戸     | 2    | 3    |
| 桂川   | 2    | 0    | 金湊   | 3    | 1    | 神風     | 2    | 4    | 錦華山   | 1    | 0    |
| 九ヶ錦 | 2    | 3    | 源氏山 | 0    | 1    | 高津山   | 2    | 2    | 古賀ノ浦 | 1    | 2    |
| 小嶋川 | 1    | 0    | 小松山 | 2    | 1    | 佐賀ノ花 | 6(1) | 6    | 清水川   | 0    | 2    |
| 鯱ノ里 | 3    | 1    | 斜里錦 | 1    | 0    | 高登     | 1    | 1    | 寳川     | 3    | 1    |
| 立田野 | 1    | 1    | 楯甲   | 4    | 2    | 玉錦     | 0    | 1    | 玉ノ海   | 6    | 2    |
| 太郎山 | 2    | 0    | 鶴ヶ嶺 | 7    | 0    | 剱岳     | 0    | 1    | 照國     | 1    | 4    |
| 輝昇   | 1    | 3    | 土州山 | 1    | 0    | 巴潟     | 1    | 0    | 名寄岩   | 2    | 9    |
| 錦洋   | 1    | 1    | 能代潟 | 0    | 2    | 羽黒山   | 2    | 8    | 幡瀬川   | 1    | 4    |
| 盤石   | 4    | 2    | 広瀬川 | 1    | 0    | 二瀬川   | 2    | 3    | 双葉山   | 1    | 10   |
| 双見山 | 2    | 3    | 前田山 | 0    | 6    | 松浦潟   | 7(1) | 3    | 三根山   | 1    | 1    |
| 緑國   | 1    | 0    | 緑島   | 0    | 1    | 男女ノ川 | 1    | 1    | 吉野山   | 1    | 1    |
| 雷ノ峰 | 1    | 1    | 若潮   | 1    | 0    | 若瀬川   | 1    | 1    | 若瀬川   | 1    | 0    |
| 若葉山 | 1    | 1    | 若港   | 4    | 3    |          |      |      |          |      |      |